# Malin Löfsjögård
Malin Birgitta Löfsjögård, född 16 maj 1972 i Nässjö, är en tidigare svensk moderat riksdagspolitiker. 2008–2010 var hon ersättare för Mikael Sandström. Efter valet 2010 blev Löfsjögård ordinarie ledamot av Sveriges Riksdag och ledamot i  trafikutskottet och suppleant i EU-nämnden. Hon avgick från sitt riksdagsuppdrag den 18 mars 2012. Detta eftersom Löfsjögård den 1 april 2012 tillträdde tjänsten som vd på Svensk Betong. Hon har varit kommunpolitiker i Täby 2006–2014 och bland annat varit ledamot av kommunfullmäktige, ersättare i kommunstyrelsen samt ordförande i stadsbyggnadsnämnden. Löfsjögård har även under en kortare period 2007–2008 varit kommunalråd i Täby, där hon sedan 2001 är bosatt.
Löfsjögård är teknologie doktor och har tidigare arbetat på Cement- och Betonginstitutet och som enhetschef vid Trafikkontoret Stockholms stad. Hon var även ordförande för statliga Produktivitetskommittén 2010–2012.[källa behövs]
Löfsjögård är sedan 1 juli 2013 styrelseordförande för Statens väg- och transportforskningsinstitut (VTI). Hon är även sedan 1 januari 2016 adjungerad professor (20 %) på KTH inom betongbyggnad med inriktning mot produktion och anläggningsbyggande.[källa behövs]